# Viaduc de Frébuge
Le viaduc de Frébuge est un viaduc autoroutier emprunté par l'A40 (au km 109). Il est situé à Saint-Germain-de-Joux dans l'Ain, en France. C'est un pont à poutres-caisson.

## Caractéristiques
Achevé en 1988, le viaduc mesure 439 mètres. La spécificité de ce viaduc réside en le fait que les chaussées passent l'une au-dessus de l'autre.